# Arseni Korechtchenko
Arseni Nikolaïevitch Korechtchenko (en russe : Арсений Николаевич Корещенко), né le 18 décembre 1870 à Moscou et mort le 6 janvier 1921 à Kharkov, est un compositeur russe.

## Biographie
Il étudia le piano avec Taneïev et la théorie avec Arenski au Conservatoire de Moscou, et remporta les premières places dans ces deux disciplines. Il enseigna ensuite lui-même au Conservatoire ainsi qu'à l'École synodale de Moscou.
Il composa de nombreuses œuvres : un opéra (Ledianoï dom, livret de Modeste Tchaïkovski, créé en 1900), une symphonie, une cantate (Don Juan), des pièces orchestrales et des ballets (Suite arménienne, Le Miroir magique, l'Ange de la mort, le Festin de Balthazar, le Palais de glace), des musiques de scènes (Iphigénie à Aulis et Les Troyennes d'Euripide), de la musique de chambre et de nombreuses pièces pour piano.